# Elezioni parlamentari in Cile del 1957
Le elezioni parlamentari in Cile del 1957 si tennero il 3 marzo per il rinnovo del Congresso nazionale (Camera dei deputati e Senato).

## Risultati

### Camera dei deputati
| Liste                                  | Voti    | %     | Seggi |
| -------------------------------------- | ------- | ----- | ----- |
| Partito Radicale del Cile              | 188 526 | 21,47 | 36    |
| Partito Liberale                       | 134 741 | 15,34 | 30    |
| Partito Socialista Popolare            | 55 004  | 6,26  | 5     |
| Partito Democratico                    | 44 213  | 5,03  | 5     |
| Partito Socialista del Cile            | 38 783  | 4,42  | 7     |
| Partito del Lavoro                     | 17 785  | 2,03  | 4     |
| Partito Radicale Dottrinario           | 5 577   | 0,64  | –     |
| Totale Fronte di Azione Popolare       | 161 362 | 18,37 | 21    |
| Partito Conservatore Unito             | 121 223 | 13,80 | 21    |
| Falange Nazionale                      | 82 710  | 9,42  | 17    |
| Partito Conservatore Sociale Cristiano | 33 654  | 3,83  | 2     |
| Totale Federazione Sociale Cristiana   | 116 364 | 13,25 | 19    |
| Partito Agrario Laburista              | 68 602  | 7,81  | 10    |
| Partito Nazionale                      | 37 975  | 4,32  | 7     |
| Movimento Repubblicano                 | 10 393  | 1,18  | 1     |
| Partito Nazionale Cristiano            | 9 085   | 1,03  | –     |
| Partito Laburista                      | 8 010   | 0,91  | –     |
| Partito Democratico Dottrinario        | 3 002   | 0,34  | –     |
| Movimento Nazionale del Popolo         | 1 342   | 0,15  | –     |
| Indipendenti                           | 17 304  | 1,97  | 2     |
| Totale                                 | 878 229 | 100   | 147   |